# Alice Schille

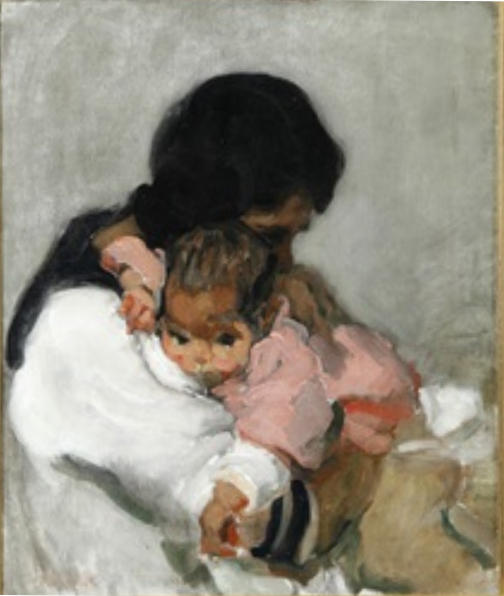
Madre e hijo puertorriqueños, Alice Schille

Alice Schille (1869–1955) fue una acuarelista y pintora estadounidense de Columbus, Ohio. Fue reconocida por sus pinturas impresionistas y posimpresionistas, que generalmente representaban escenas de mercados, mujeres, niños y paisajes. Su habilidad para captar el carácter de sus sujetos y paisajes a menudo la llevó a ganar el primer premio en concursos de arte. También fue conocida por su versatilidad en la aplicación de diferentes estilos de pictóricos; sus influencias incluyeron a los viejos maestros holandeses, los fauvistas y los muralistas mexicanos así como al estadounidense James McNeill Whistler.

## Biografía
Schille nació en el seno de una familia acomodada el 21 de agosto de 1869, hija de Peter Schille y Sophia Green. Viajó a varios continentes, incluidos América del Norte y del Sur, Europa y África, para desarrollar sus técnicas de pintura. Sus viajes entre múltiples países la alentaron a desarrollar su estilo artístico complejo y versátil; la amalgama de sus viajes reflejaba un "valor y fuerza de voluntad inusuales" en sus pinturas.
Asistió a la Escuela de Arte de Columbus a partir de 1891 y estudió en la Liga de Estudiantes de Arte de Nueva York con una beca del pintor estadounidense William Merritt Chase. Allí estudió dibujo de la anatomía humana con el artista estadounidense Kenyon Cox. En 1894 se fue a Europa y donde permaneció hasta 1900, En 1903, regresó a París donde estudió en la Académie Colarossi.  Viajó intensamente por los Estados Unidos, Marruecos, Egipto y numerosos países. Durante años enseñó en la Escuela de Arte de Columbus, jubilándose en 1948.
Alice Schille ganó la medalla de oro en la exposición anual de acuarelas de 1915 en la Academia de Bellas Artes de Pensilvania, junto con muchos otros honores a lo largo de su vida. Ese mismo año expuso pinturas en Nueva York junto a obras de Helen Watson Phelps, Adelaide Deming y Emma Lampert Cooper. El erudito James Keny señala en su artículo sobre Schille en The American Midwest: An Interpretive Encyclopedia, que en 1909 "Schille exhibió algunos de los primeros ejemplos de puntillismo de un artista estadounidense en la Academia de Bellas Artes de Pensilvania".
Schille visitó Santa Fe, Nuevo México por primera vez en el verano de 1919, regresó el verano siguiente y volvió de nuevo en 1926. Continuó visitando esporádicamente hasta la década de 1930. En 1920 organizó una exposición individual de quince acuarelas en el Museo de Arte de Nuevo México. Más tarde ese año, expuso en la feria anual Fiesta, del mismo museo. Hoy en día, su trabajo se puede encontrar en las colecciones de arte permanentes del Museo de Arte de Canton, el Museo de Arte de Columbus, el Museo de Arte de El Paso, el Museo de Arte de Indianápolis, la Universidad Estatal de Ohio, la Academia de Bellas Artes de Pensilvania, el Club de Arte de Filadelfia y los Museos de Bellas Artes de San Francisco.
Schille perdió a su padre cuando tenía 17 años; su madre vivió hasta la edad de 101 años. Schille está enterrada en el cementerio Green Lawn, Columbus, Ohio.
Cuando se le preguntó cómo decir su nombre, le dijo a The Literary Digest que era SHILL-ay.

## Otras lecturas
- Gerdts, William H. (2001). Alice Schille (1st edición). New York: Hudson Hills Press. ISBN 978-1555951818.
- Foster, Kathleen A. (2017). American Watercolor in the Age of Homer and Sargent. Yale University Press. p. 55. ISBN 9780300225891.
- Tellier, Cassandra L, James M. Keny, and Tara Keny. The French Connection: Midwestern Modernist Women, 1900-1930. Columbus, Ohio: The Schumacher Gallery, Capital University: In association with Keny Galleries, 2014.

- Datos: Q4726082
- Multimedia: Alice Schille / Q4726082